# Lisànies de Cirene
Lisànies de Cirene (en llatí Lysanias, en grec antic  Λύσανυας) fou un gramàtic grec nadiu de Cirene.
És esmentat per Ateneu com a autor d'una obra sobre poetes iàmbics. A Suides parla d'ell com a mestre d'Eratòstenes. Possiblement és el mateix Lisànies mencionat per Diògenes Laerci com a fill d'Escrió.